# إيغون فرانك (مبارز بالسيف)
إيغون فرانك (بالبولندية: Egon Franke)‏ هو مبارز بالسيف بولندي، ولد في 23 أكتوبر 1935 في غليفيتسه في بولندا.

## وصلات خارجية
- إيغون فرانك على موقع أوليمبيديا (الإنجليزية)
- إيغون فرانك على موقع اللجنة الأولمبية البولندية (مؤرشف) (البولندية)